# Supercyklon
Supercyklon (ang. Super Cyclone) – amerykański film science fiction z 2012 roku oparty na scenariuszu i reżyserii Liz Adams.

## Opis fabuły
Do Wschodniego Wybrzeża USA zbliża się huragan. Meteorolog doktor Jenna Sparks (Ming-na Wen) i inżynier naftowy Travis Verdon (Nicholas Torturro) muszą zapobiec katastrofie. Przez cały czas towarzyszy im przekonanie, że gdyby nie nieodpowiedzialne działania człowieka, kataklizmu udałoby się uniknąć.

## Obsada
- Nicholas Turturro jako Travis Verdon
- Ming-Na Wen jako doktor Jenna Sparks
- Andy Clemence jako doktor Percy Cavanaugh
- Darin Cooper jako pułkownik Lee Chadwick
- Jonathan Le Billon jako inżynier Alex Rowell
- Dylan Vox jako Gary Winters
- Gerald Webb jako sierżant Binning
- Wayne Lopez jako wujek Clegg
- Steve Hanks jako kapitan Worley
- AnnaMaria Demara jako chorąży Ramona Peters
- Mitch Lerner jako doktor Flynn
- Carl Gilliard jako pan Stubbs

i inni